# Prays tyrastis
Prays tyrastis là một loài bướm đêm thuộc họ Yponomeutidae. Nó được tìm thấy ở Úc.